# Obelisken i Stockholm

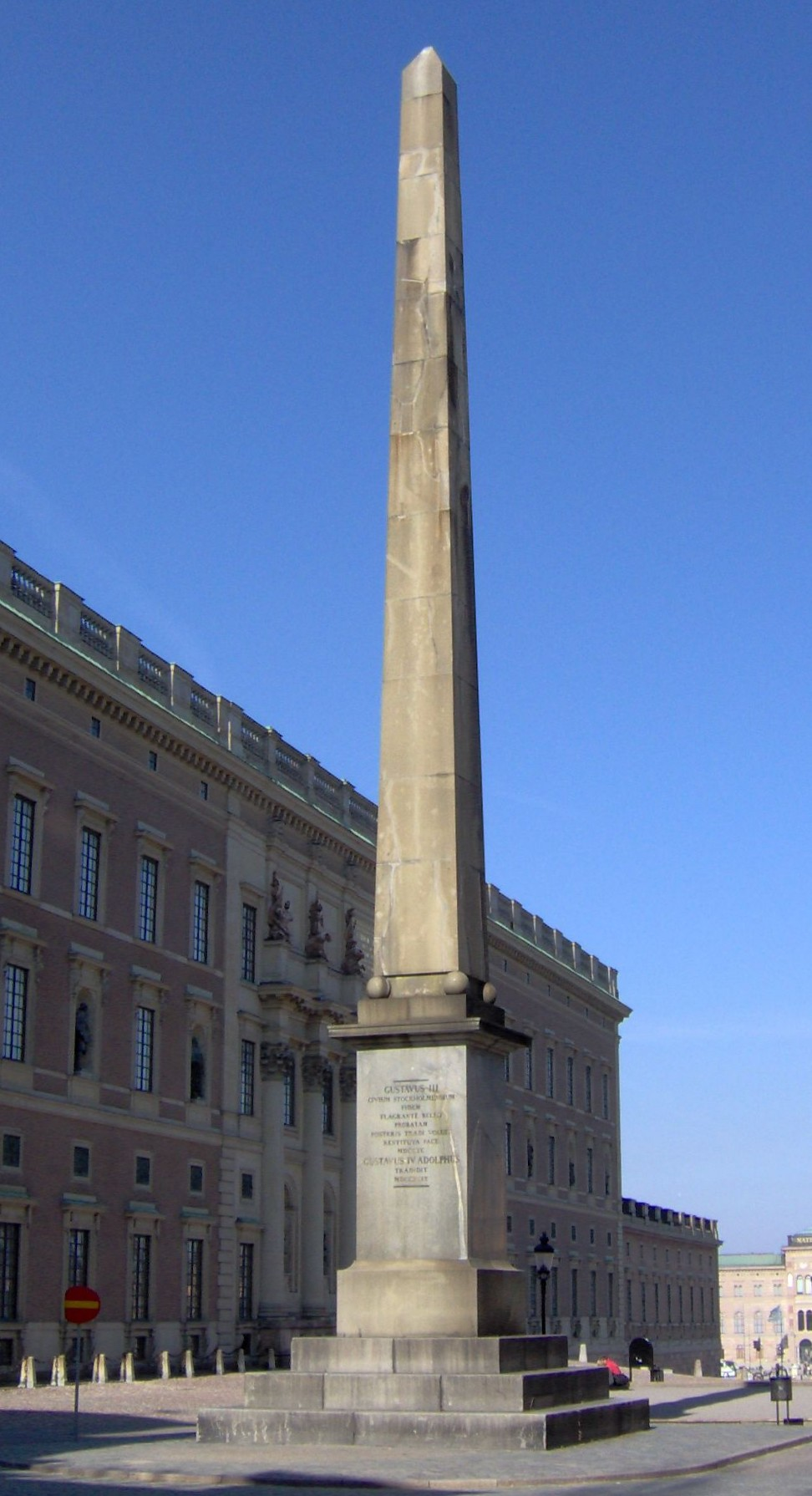
Gamla obelisken i april 2006.

Obelisken i Stockholm är ett minnesmärke som kung Gustav III beslöt att uppföra som ett tack till Stockholms borgerskap för dess vakthållning under ryska kriget 1788–1790. Den invigdes den 3 oktober 1800.  År 2017 monterades obelisken ned och ersattes 2020 med en nytillverkad kopia.

## Historik
Vid ett tal på Stockholms rådhus (som då låg i Bondeska palatset) den 30 augusti 1790 berättade Gustav III för stadens borgerskap och magistrat att han tänkte skänka dem ett minne som tacksamhet för dess trohet och vakthållning, som utförts av Stockholms borgerskaps militärkårer, under ryska kriget 1788 – 1790. I talet nämner kungen för första gången "en Stod eller Obelisk". I en kunglig proposition i januari 1792 omnämns att kungen ville uppföra en obelisk av svenska bergarter, förädlade av svenska händer.

Ritning som visar Borgerskapets Obelisque och som troligen är utförd under 1790-talet, och som kanske är den ritning som kungen nämner i talet såsom okonstlad. Ingår i samlingarna vid Uppsala Universitet.

Kungen sade under talet den 30 augusti 1790:. 
| ” | ...vill jag lemna framtiden ett vittnesbörd af den trohet, som bör tjena till efterdöme. Jag har derföre beslutit att låta uppresa en Stod eller Obelisk, hvilken skall blifva en kär påminnelse för mina Efterträdare om den trohet jag funnit hos Magistraten och Borgerskapet. De prispenningar, hvilka fallit på min lott, såsom Befälhafvare vid de segrar den flotta vunnit, hvilken jag anfört, skola till detta ändamål användas. Jag önskar att Magistraten och Borgerskapet uppgifver stället dertill. Den ritning, som häröfver är författad, lemnar jag till ÖfverStåthållaren; den är okonstlad, som min erkänsla. | „ |

Efter kungens död uppfyllde Gustav IV Adolf faderns löfte, dock först 1798 då man lade grunden för minnesvården.

## Konstruktion och utseende
Obelisken är ritad av arkitekten och målaren Jean-Louis Desprez och rest av byggmästaren och uppfinnaren Jonas Lidströmer.
Obelisken är knappt 30 meter hög, inklusive sockeln på 5 meter. Den ursprungliga obelisken bestod av 17 granittrummor som var hopmonterade med järn och vägde ungefär 150 ton. Det största blocket (postamentet) väger 40 ton. Det översta blocket är utformat som pyramidion med sidor med cirka 60 graders lutning. Graniten till de 17 delarna består av Stockholmsgranit, sannolikt från Ulvsunda.
Det är värt att notera att på obelisken finns Gustav IV Adolfs namn, vilket inte står att läsa på något annat offentligt minnesmärke i Stockholm. När Gustav Adolf var avsatt utplånade man nämligen överallt hans namn där det fanns på offentliga platser, men på obelisken lämnades det orört. Den bär en inskription på latin (på västra sidan) och svenska (på östra sidan), där den svenska säger;
| ” | GUSTAF III BESLÖT EFTER ÅTERVUNNEN FRED MDCCXC GUSTAF IV ADOLPH UPPRESTE MDCCXCIX DETTA MINNE AF STOCKHOLMS BORGERSKAPS TROHET OCH NIT UNDER KRIGET. | „ |

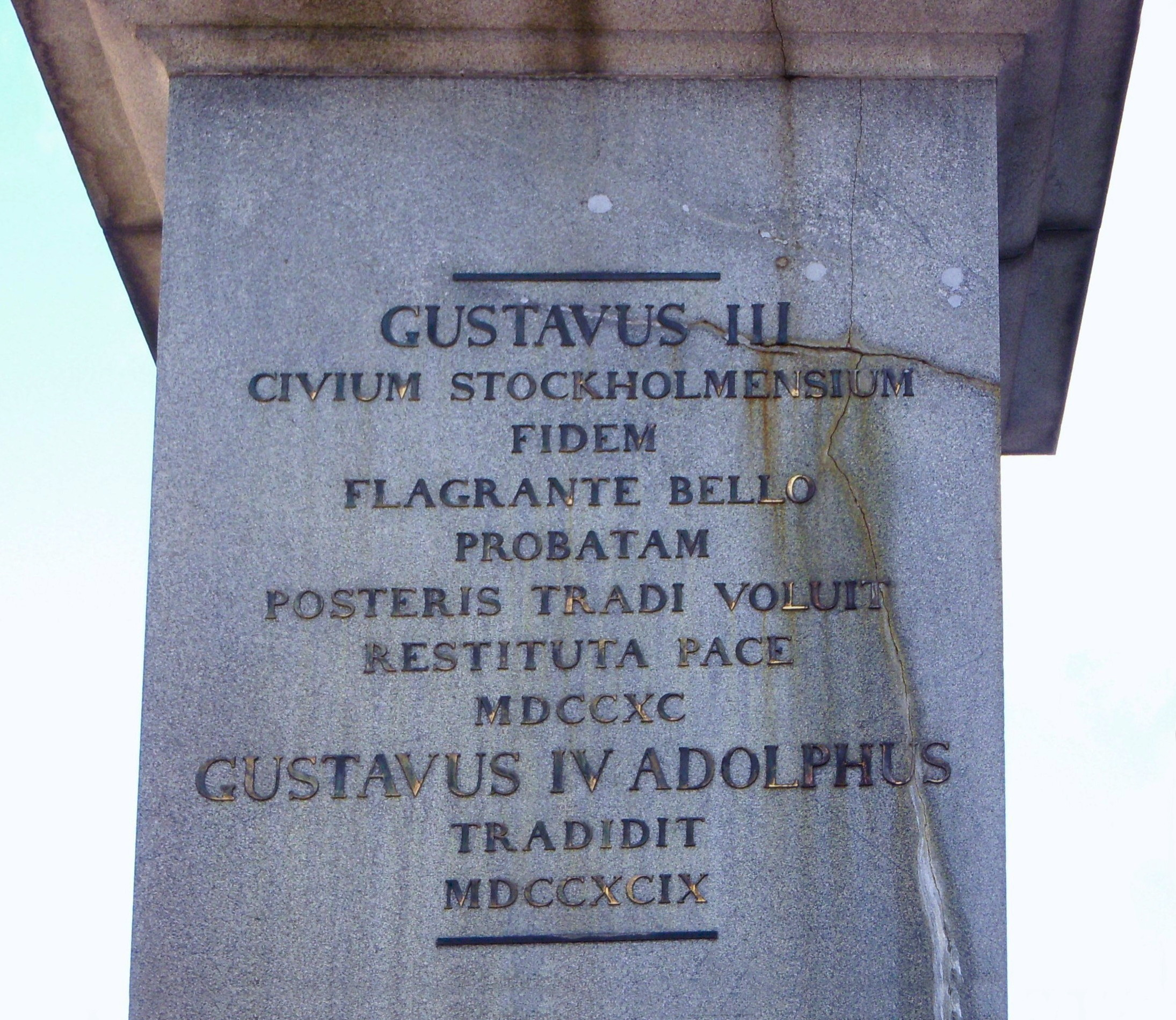
Inskription på latin (gamla obelisken).

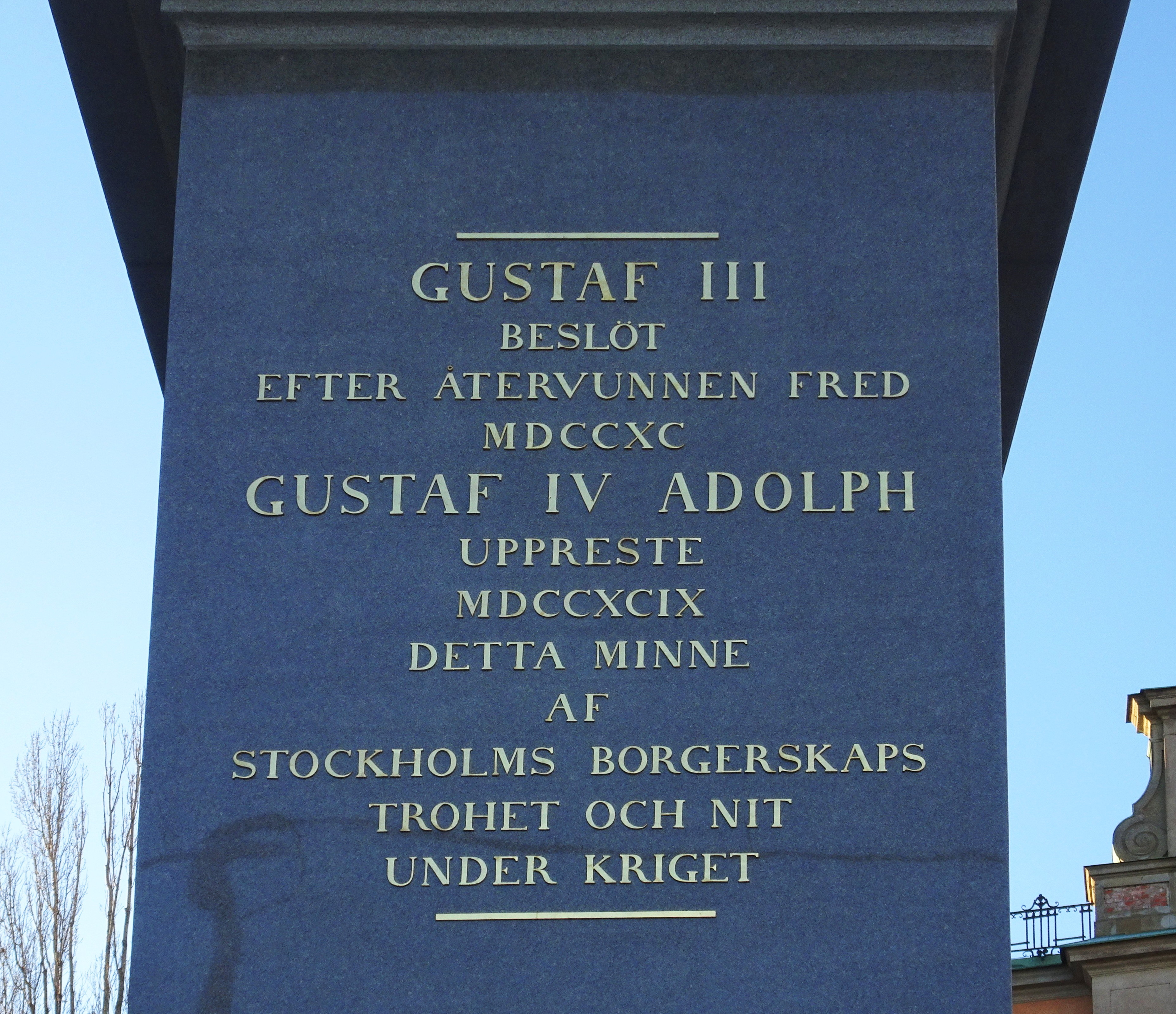
Inskription på svenska (nya obelisken).

Obelisken uppfördes av major mecanicus Jonas Lidströmer under åren 1798–1800. Denna insats blev kulmen på en lång karriär som konungens troman och uppfinnare, benämnd som "sin tids Polhem", och vid obeliskens resande blev han adlad, samtidigt som hans medarbetare Ingemar Ehrenberg mottog medaljen Illis Quorum.

## Invigningen

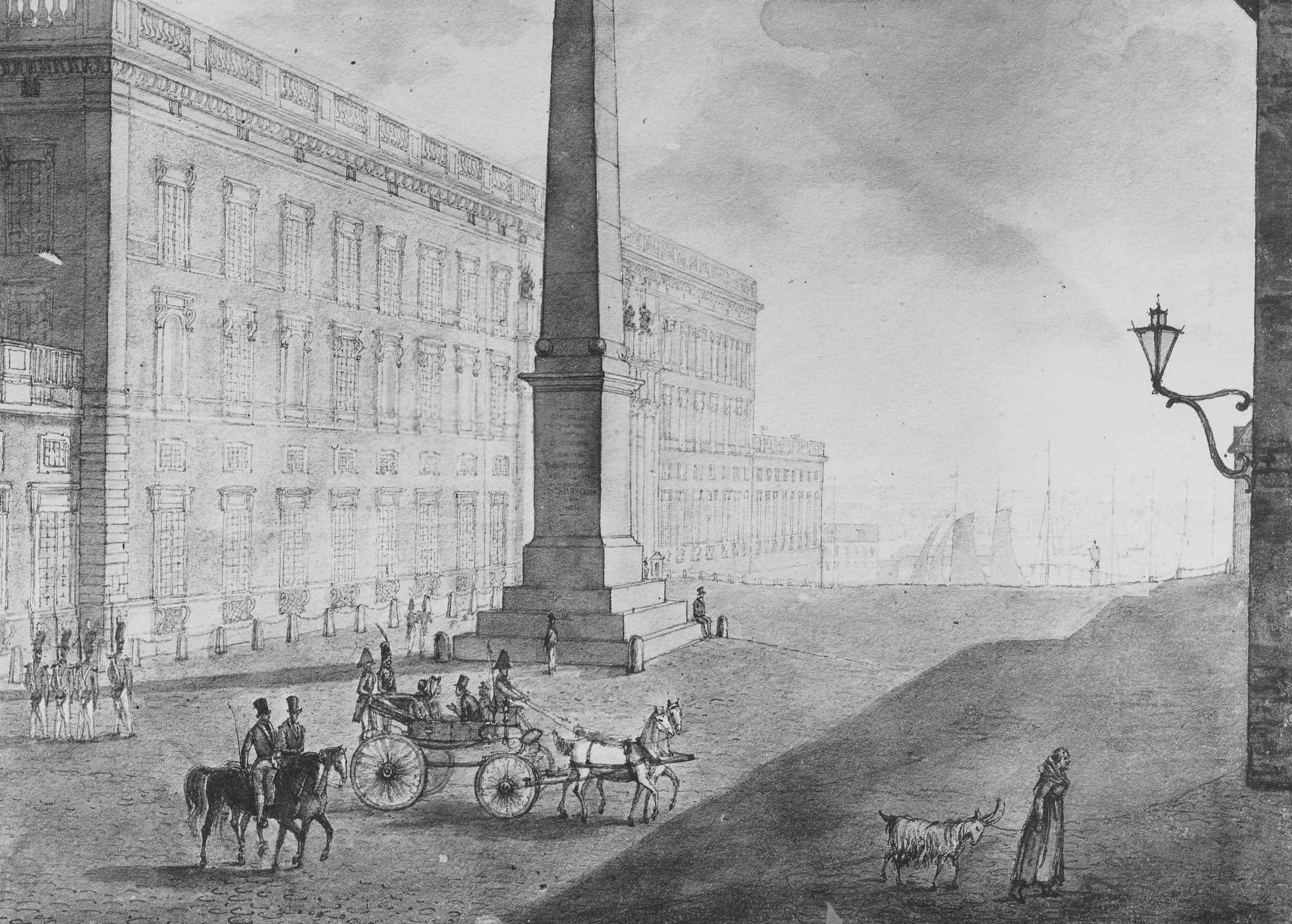
Slottsbacken och obelisken på 1820-talet, lavering av Alexander Wetterling.

Den 3 oktober 1800 avtäckte Gustav IV Adolf obelisken och överlämnade den till borgerskapet, runt obelisken bildade trupper ur Svea Livgarde och Göta Livgarde fyrkant, och innanför denna stod de honoratiores som inbjudits såsom serafimerriddare, magistraten, överståthållaren med flera.
Gustav IV Adolf anlände till häst, eskorterad av en skvadron ur Lätta livdragonerna, dessutom var han åtföljd av en svit ur det Kungliga hovet. Kungen red fram till obelisken, steg av hästen, och gick upp till det tredje trappsteget, varifrån han sade:
| ” | Då det genom min högstsalige herr faders olyckliga och för tidiga bortgång fallit på min lott att uppresa denna minnesvård, vilken han under sin regering beslutat åt Stockholms borgerskap för dess bevista trohet och tillgivenhet under sista kriget, är det mig i dag en tillfredsställelse att kunna uppfylla en död faders vilja och å dess vägnar förklara den kungliga nåd och välvilja, han hyste för Stockholms borgeskap i avseende på de många prov han erfor av dess osvikliga trohet och tillgivenhet, i synnerhet under den tidpunkt av hans regeringstid, då bekymmer och motgångar gåvo sådana tänkesätt ett än större värde. | „ |

Därefter tackade överståthållaren, Samuel af Ugglas, för gåvan å Stadens vägnar.

## En ny kopia

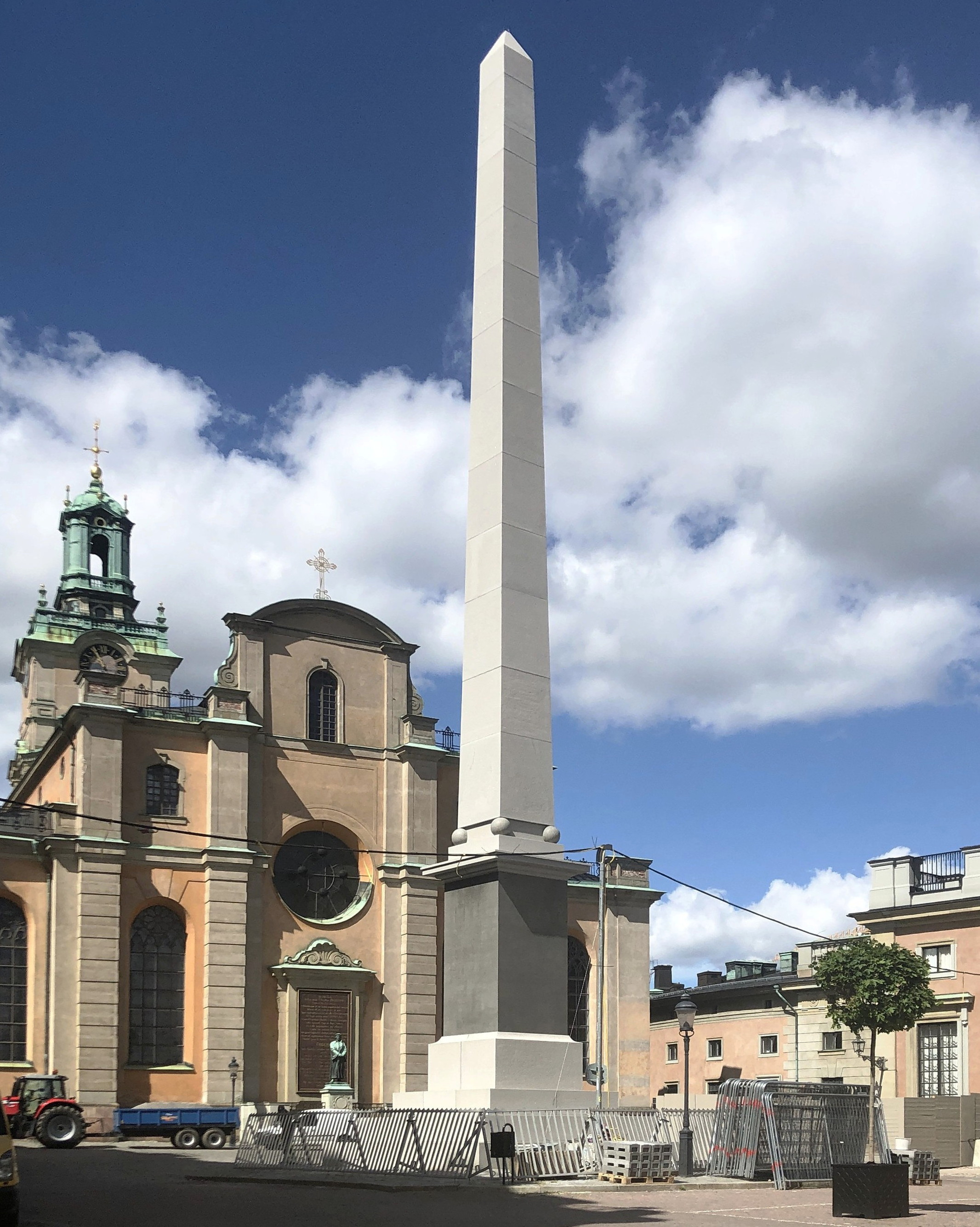
Nya obelisken, juli 2020.

Tidigt uppstod problem med sprickbildningar i stenen som hade sin bakgrund i den ursprungliga konstruktionen. De 17 granittrummorna som utgjorde obelisken monterades med klamrar i järn. Genom inträngning av fukt började dessa järn att rosta, vilket ledde till spänningar och sprickbildning i stenen. Genom åren har obelisken därför reparerats kontinuerligt.
År 2012 spärrades obelisken av på grund av rasrisk och i juni 2017 monterades den slutligen ner. Statens fastighetsverk som äger obelisken beslöt att ersätta den med en ny obelisk som är en kopia av den gamla. Den gamla obelisken bestod troligen av Stockholmsgranit, som inte längre bryts. Som ersättningssten valdes därför Bohusgranit ”Tossene Grå”, som bryts vid ett av Hallindens Granits stenbrott. Den nya obelisken består av massiva delar (istället för ihåliga trummor i den gamla) som stagas upp av en centrumpåle i rostfritt stål. Hela konstruktionen väger 280 ton, nästan dubbelt så mycket som den gamla. Den nya obelisken bearbetades av stenhuggaren Ted Zaar på företaget Zaarstone i Vilshult. Obelisken nyinvigdes under hösten 2020 och i december samma år tilldelades den Stenpriset av Sveriges Stenindustriförbund.

### Juryns motivering
| ” | Nya Obelisken har flyttat fram våra gränser. både mentalt och fysiskt. Den har visat att inga utmaningar är omöjliga och att allt är möjligt att genomföra i sten. Dessutom påminner den oss om vår mänskliga förmåga när vi samarbetar. Ett budskap som aldrig känts viktigare ett år som detta. | „ |

## Replik vid Brunnsviken
En obelisk av trä, som var en fullskalemodell av den obelisk som sedermera skulle resas på Slottsbacken, byggdes bakom Koppartälten i Hagaparken och blev sedan flyttad till en klippa vid Frescati. Meningen var att kungen skulle kunna se den smäckra obelisken från sitt planerade slott i Haga. Beställaren var Gustav III:s gode vän, Gustaf Mauritz Armfelt, som  åren 1791-1792 uppförde sin nya villa - Villa Frescati - på östra sidan av Brunnsviken. Överdelen har numera ruttnat bort, bara fundamentet av gråsten finns kvar.